# Nuevo Chagres
Nuevo Chagres est un corregimiento situé dans le district de Chagres, province de Colón, au Panama. En 2010, la localité comptait 499 habitants.
La ville doit son nom à la colonie historique de Chagres, qui se trouve à environ 13,2 km au nord-ouest, à l'embouchure du río Chagres. Bien que Chagres se trouve à l'extérieur des limites initiales de la zone du canal de Panama, ces limites ont été étendues en 1916 pour inclure l'embouchure du río Chagres. La ville de Chagres, qui comptait 96 maisons et 400 à 500 habitants, est devenue inhabitée, et ses anciens résidents ont été relogés à Nuevo Chagres.